# 鈴木花蓑
鈴木花蓑（すずき はなみの、1881年（明治14年）8月15日または12月1日 - 1942年（昭和18年）11月6日）は、愛知県出身の俳人、大審院書記。本名は鈴木喜一郎（きいちろう）。

## 来歴・人物
愛知県知多郡半田町（現半田市）生まれ。半田裁判所で書記見習いをしていた時に「ホトトギス」の存在を知り投句。1909年には名古屋裁判所に移り、1915年に上京、大審院書記となる。この年初めて「ホトトギス」で入選。また東大俳句会を指導し、後の水原秋桜子や高野素十らの4S時代を築く礎となった。晩年は「あをさ」「百舌鳥」などの俳誌を創刊するも、戦時中の紙不足に巻き込まれ廃刊を余儀なくされる。60歳を迎えて日本俳句作家協会常任理事となるも、間も無くして病に倒れた。1942年11月6日、没。享年60。高浜虚子の句「天地（あめつち）の間にほろと時雨かな」は、花蓑への追悼句である。戦後の1947年に『鈴木花蓑句集』（笛発行所）が編まれた。
西山泊雲とともに大正末期の「ホトトギス」沈滞期を代表する作家であり、1922年から1926年まで巻頭を取り続け「花蓑時代」と称される。高浜虚子の提唱した「客観写生」を忠実に実践し、着実に対象を眺め、命を写し取ることこそがその神髄であるとして対象を凝視することで句を作った。題材を見つけるとその前に坐りつづけ2時間も3時間も動かなかったといわれる（水原秋桜子『現代俳句手帖』）。山本健吉は、「全体としては客観写生風の低俗句の羅列であるが、その中に少数の感覚の冴えた、凝視の効いた写生句が混じっている」と書き、「薔薇色の暈（かさ）して日あり浮氷」「大いなる春日の翼垂れてあり」などを佳句として挙げている。同時期に活躍した俳人に池内たけし・篠原温亭・嶋田青峰などがいる。

## 作品
- 大いなる春日の翼垂れてあり
- 薔薇色の暈して日あり浮氷
- 囀のこぼれて水にうつりけり
- 風車まはり消えたる五色かな
- 流し雛堰落つるとき立ちにけり
- 四囲の山あをあをとある競馬かな
- 昼顔や浅間の煙とこしなへ
- 団栗の葎に落ちてくぐる音
- うつし世のものとしもなし冬桜

## 関連文献
- 伊藤敬子『写生の鬼 俳人鈴木花蓑』 中日新聞社、1979年
- 小林筍子『楽しかった花蓑時代 随筆』東海俳句懇話会、1983年
- 伊藤敬子『鈴木花蓑の生涯とその作品』半田市文化協会、1987年
- 西元和「俳人鈴木花蓑の生涯」法曹593号32-37頁、2000年
- 中村雅樹「ホトトギスの俳人たち(5)鈴木花蓑 : 俳句で煮しめた顔」俳壇32巻5号164-169頁、2015年
- 伊藤敬子『鈴木花蓑の百句 写生の鬼』ふらんす堂、2020年